# Matematikusok listája
A matematikusok listája a matematika terén jelentős eredményeket elért külföldi tudósok betűrendi felsorolását tartalmazza. (Néhány magyar származású, de más állampolgársággal is rendelkező matematikus szintén helyet kapott a listában.) A nevezetes magyar matematikusokat lásd a magyar matematikusok listája szócikkben.
| Ábécé szerinti tartalomjegyzék                      |
| --------------------------------------------------- |
| A B C D E F G H I J K L M N O P Q R S T U V W X Y Z |

## A
- Odd Aalen, norvég (1947)
- Stål Aanderaa, norvég (1931)
- Brunonas Abakanovičius, litván-francia (1852–1900)
- Ernst Abbe, német (1840–1905)
- Thomas Abbt, német (1738–1766)
- Niels Henrik Abel, norvég (1802–1829)
- Sríram Sankar Abhjankar, indiai (1930)
- Ralph Abraham, amerikai (1936)
- Kazimierz Abramowicz, lengyel (1889–1936)
- Milton Abramowitz, amerikai (1915–1958)
- Gottfried Achenwall, német (1719–1779)
- Wilhelm Ackermann, német (1896–1962)
- Colin Adams, amerikai (1956)
- John Couch Adams, angol (1819–1892)
- John Frank Adams, angol (1930–1989)
- Karl Adams, svájci (1811–1849)
- Joseph-Alphonse Adhémar, francia (1797–1862)
- George Adomian, amerikai (1922–1996)
- Robert Adrain, ír-amerikai (1775–1843)
- Dzsábir ibn Afla, arab (1100–1150)
- François d’Aguilon, vallon (1566–1617)
- Lars Valerian Ahlfors, finn (1907–1996)
- George Biddell Airy, angol (1801–1892)
- Alexander Craig Aitken, új-zélandi (1895–1967)
- Yousef Alavi, amerikai,
- Jean le Rond d’Alembert, francia (1717–1783)
- Jacques d’Allonville, francia (1671–1732)
- Nógá Álón, izraeli (1956)
- André-Marie Ampère, francia (1775–1836)
- Alexander Anderson, skót (1582–1620)
- Johann Valentin Andreae, német (1586–1654)
- Anthemiosz, bizánci görög (kb. 474 – 558 előtt)
- Roger Apéry, görög-francia (1916–1994)
- Petrus Apianus, német (1495–1552)
- Apollóniosz, ókori görög (kb. Kr. e. 262–190)
- Tom M. Apostol, görög-amerikai (1923)
- Paul Émile Appell, francia (1855–1930)
- Louis François Antoine Arbogast, francia (1759–1803)
- Richard Friedrich Arens, német-amerikai (1919–2000)
- Cahit Arf, török (1910–1997)
- Jean-Robert Argand, francia (1768–1822)
- Arisztarkhosz, ókori görög (kb. Kr. e. 310–230)
- Árjabhata, indiai (476–550)
- Arkhimédész, ókori görög (kb. Kr. e. 287–212)
- Arkhütasz, ókori görög (Kr. e. 428–347)
- Emil Artin, osztrák (1898–1962)
- Michael Francis Atiyah, angol (1929)
- George Atwood, angol (1746–1807)
- Herman Auerbach, lengyel (1901–1942)
- Robert Aumann, izraeli-amerikai (1930)
- Gerbert d’Aurillac (II. Szilveszter pápa), francia (945/950–1003)
- Autolükosz, ókori görög (kb. Kr. e. 360–290)
- Artur Ávila brazil-francia (1979)

## B
- Charles Babbage, angol (1791–1871)
- Louis Bachelier, francia (1870–1946)
- Claude-Gaspard Bachet de Méziriac, francia (1581–1638)
- Paul Bachmann, német (1837–1920)
- Albert Victor Bäcklund, svéd (1845–1912)
- Ibn Tahir al-Bagdadi, arab (980–1037)
- Raghu Raj Bahadur, indiai (1924–1997)
- René-Louis Baire, francia (1874–1932)
- Alan Baker, angol (1939)
- Henry Frederick Baker brit (1866–1956)
- Alexandru T. Balaban, román (1931–)
- Abu Masar al-Balhi, perzsa (787–886)
- Abu Zaid al-Balhi, perzsa (850–934)
- Johann Jakob Balmer, svájci (1825–1898)
- Stefan Banach, lengyel (1892–1945)
- Tadeusz Banachiewicz, lengyel (1882–1954)
- Augustin Banyaga, ruandai-amerikai (1947)
- Ion Barbu, román (1895–1961)
- Yehoshua Bar-Hillel, izraeli (1915–1975)
- Isaac Barrow, angol (1630–1677)
- Jon Barwise, amerikai (1942–2000)
- al-Battáni, arab (858–929)
- Thomas Bayes, angol (1702–1761)
- Florimond de Beaune, francia (1601–1652)
- Jean-Baptiste-Charles-Joseph Bélanger, francia (1790–1874)
- Eric Temple Bell, skót-amerikai (1883–1960)
- Ivar Bendixson, svéd (1861–1935)
- Walter Benz, német (1931–)
- Claude Berge, francia (1926–2002)
- Marcel Berger, francia (1927~2016)
- Daniel Bernoulli, svájci (1700–1782)
- Jakob Bernoulli, svájci (1654–1705)
- Jakob Bernoulli, svájci (1759–1789)
- Johann Bernoulli, svájci (1667–1748)
- Johann Bernoulli, svájci (1710–1790)
- Johann Bernoulli, svájci (1744–1807)
- Nicolaus Bernoulli, svájci (1687–1759)
- Nicolaus Bernoulli, svájci (1695–1726)
- Felix Bernstein, német (1878–1956)
- Szergej Natanovics Bernstein, ukrán (1880–1968)
- Joseph Bertrand, francia (1822–1900)
- Friedrich Wilhelm Bessel, német (1784–1846)
- Arne Beurling, svéd (1905–1986)
- Étienne Bézout, francia (1730–1783)
- Manjul Bhargava, indiai-amerikai (1974)
- Bhászkara, indiai (kb. 600–680)
- Luigi Bianchi, olasz (1856–1928)
- Ludwig Bieberbach, német (1886–1982)
- Irénée-Jules Bienaymé, francia (1796–1878)
- Jacques de Billy, francia (1602–1679)
- Jacques Philippe Marie Binet, francia (1786–1856)
- Bión, ókori görög (Kr. e. 4–3. század)
- Al-Bírúni, perzsa (973–1048)
- Carl Anton Bjerknes, norvég (1825–1903)
- Vilhelm Bjerknes, norvég (1862–1951)
- Gertrude Blanch, amerikai (1897–1996)
- Danilo Blanuša, horvát (1903–1987)
- Wilhelm Blaschke, osztrák (1885–1962)
- André Bloch, francia (1893–1948)
- Lenore Blum, amerikai (1942)
- Mikola Mikolajovics Bogoljubov, ukrán (1909–1992)
- Harald Bohr, dán (1887–1951)
- Pīrss Bols, lett (1865–1921)
- Bernard Bolzano, cseh (1781–1848)
- Pierre-Ossian Bonnet, francia (1819–1892)
- George Boole, angol (1815–1864)
- Alicia Boole Stott, ír (1860–1940)
- Richard Ewen Borcherds, angol (1959)
- Jean-Charles de Borda, francia (1733–1799)
- Armand Borel, svájci (1923–2003)
- Émile Borel, francia (1871–1956)
- Karol Borsuk, lengyel (1905–1982)
- Władysław Bortkiewicz, lengyel (1868–1931)
- Ruđer Bošković, horvát (1711–1787)
- Charles Bossut, francia (1730–1814)
- Rádzs Csandra Bosz, indiai (1901–1980)
- Szatjendra Náth Bosz, indiai (1894–1974)
- Pierre Bouguer, francia (1698–1758)
- Jean Bourgain, belga (1954)
- Jean-Pierre Bourguignon, francia (1947)
- Joseph Valentin Boussinesq, francia (1842–1929)
- Carl Benjamin Boyer, amerikai (1906–1976)
- William Henry Bragg, brit (1862–1942)
- William Lawrence Bragg, brit (1890–1971)
- Brahmagupta, indiai (598–668)
- Louis de Branges de Bourcia, francia (1932)
- Richard Brauer, német (1901–1977)
- David Brewster, skót (1781–1868)
- Charles Julien Brianchon, francia (1783–1864)
- Henry Briggs, angol (1561–1630)
- Marcel Brillouin, francia (1854–1948)
- Ole Jacob Broch, norvég (1818–1889)
- Louis de Broglie, francia (1892–1987)
- William Brouncker, angol (1620–1684)
- Luitzen Egbertus Jan Brouwer, holland (1881–1966)
- William Browder, amerikai (1934–2025)
- Nicolaas Govert de Bruijn, holland (1918–2012)
- Viggo Brun, norvég (1885–1978)
- Ernst Heinrich Bruns, német (1848–1919)
- Bruno Buchberger, osztrák (1942)
- Adam Burg, osztrák (1797–1882)
- Jobst Bürgi, svájci (1552–1632)
- Borisz Jakovics Bukrejev, ukrán (1859–1962)
- Johann Karl Burckhardt, német-francia (1773–1825)
- Rainer Burkard, osztrák (1943–)
- William Burnside, angol (1852–1927)

## C
- Luis Caffarelli, argentin (1948)
- Florian Cajori, svájci-amerikai (1859–1930)
- Alberto Calderón, argentin (1920–1998)
- Charles Étienne Louis Camus, francia (1699–1768)
- Georg Cantor, német (1845–1918)
- Juan Caramuel Lobkowitz, spanyol (1606–1682)
- Constantin Carathéodory, görög-német (1873–1950)
- Lennart Carleson, svéd (1928)
- Robert Daniel Carmichael, amerikai (1879–1967)
- Lazare Nicolas Marguerite Carnot, francia (1753–1823)
- Nicolas Léonard Sadi Carnot, francia (1796–1832)
- Lewis Carroll, brit (1832–1898)
- Élie Cartan, francia (1869–1951)
- Henri Cartan, francia (1904–2008)
- Eugène Charles Catalan, belga (1814–1894)
- Augustin Cauchy, francia (1789–1857)
- Arthur Cayley, angol (1821–1895)
- Valentin Ceaușescu, román (1948–)
- Zoia Ceaușescu, román (1949–2006)
- Eduard Čech, cseh (1893–1960)
- Ludolph van Ceulen, német (1540–1610)
- Gregory Chaitin, argentin-amerikai (1947)
- Subrahmanyan Chandrasekhar, indiai (1910–1995)
- Michel Chasles, francia (1793–1880)
- Émilie du Châtelet, francia (1706–1749)
- Chen Jingrun, kínai (1933–1996)
- Shiing-Shen Chern, kínai-amerikai (1911–2004)
- Claude Chevalley, francia (1909–1984)
- André-Louis Cholesky, francia (1875–1918)
- Sheshayya A. Choudum, indiai (1947)
- Sarvadaman Chowla, indiai-amerikai (1907–1995)
- Elwin Bruno Christoffel, német (1829–1900)
- Chung Fan, kínai (1949)
- Nicolas Chuquet, francia (1445/1455–1487/1488)
- Alonzo Church, amerikai (1903–1995)
- Alexis Claude Clairaut, francia (1713–1765)
- Christophorus Clavius, német (1537–1612)
- William Kingdon Clifford, angol (1845–1879)
- John Coates, ausztrál (1945)
- James Cockle, angol (1819–1895)
- Delfino Codazzi, olasz (1824–1873)
- Edgar F. Codd, brit (1923–2003)
- Paul Cohen, amerikai (1934–2007)
- Nicolas de Condorcet, francia (1743–1794)
- Alain Connes, francia (1947)
- John Horton Conway, angol (1937)
- Gaspard-Gustave Coriolis, francia (1792–1843)
- Roger Cotes, angol (1682–1716)
- Richard Courant, német-amerikai (1888–1972)
- Louis Couturat, francia (1868–1914)
- Harold Scott MacDonald Coxeter, angol-kanadai (1907–2003)
- John Craig, skót (1663–1731)
- Gabriel Cramer, svájci (1704–1752)
- Harald Cramér, svéd (1893–1985)
- August Leopold Crelle, német (1780–1855)
- Cu Csung-cse, kínai (429–500)
- Csang Heng, Zhang Heng kínai (78–139)
- Cu Keng, kínai (kb. 450–kb. 520)
- Haskell Brooks Curry, amerikai (1900–1982)
- Nicolaus Cusanus, német (1401–1464)
- Szubramaniam Csandraszekar, indiai (1910–1995)
- Grigorij Volfovics Csudnovszkij, ukrán (1952)
- Nicolaus Cusanus, német (1401–1464)
- Johann Baptist Cysat, svájci (1585–1657)

## D
- Germinal Pierre Dandelin, belga-francia (1794–1847)
- Ignazio Danti, olasz (1536–1586)
- David van Dantzig, holland (1900–1959)
- George Dantzig, amerikai (1914–2005)
- Jean Gaston Darboux, francia (1842–1917)
- Conrad Dasypodius, svájci (1530/1532–1600/1601)
- Ingrid Daubechies, belga (1954)
- Martin Davis, amerikai (1928–2023)
- Richard Dedekind, német (1831–1916)
- John Dee, brit (1527–1608 v. 1609)
- Max Dehn, német (1878–1952)
- Jean-Baptiste Joseph Delambre, francia (1749–1822)
- Félix Delastelle, francia (1840–1902)
- Charles-Eugène Delaunay, francia (1816–1872)
- Pierre Deligne, belga-amerikai (1944)
- Jean Delsarte, francia (1903–1968)
- Démokritosz, ókori görög (kb. i. e. 460–370)
- Augustus De Morgan, angol (1806–1871)
- Antoine Deparcieux, francia (1703–1768)
- Gérard Desargues, francia (1591–1661)
- René Descartes, francia (1596–1650)
- Leonard Dickson, amerikai (1874–1954)
- Samuel Dickstein, lengyel (1851–1939)
- Jean Dieudonné, francia (1906–1992)
- Edsger Wybe Dijkstra, holland (1930–2002)
- Dinosztratosz, ókori görög (kb. i. e. 390–320)
- Dioklész, ókori görög (kb. i. e. 240–180)
- Diophantosz, ókori görög (kb. 214–298)
- Gabriel Andrew Dirac, angol (1925–1984)
- Peter Gustav Lejeune Dirichlet, német (1805–1859)
- Humphry Ditton, angol (1675–1715)
- Nathan Divinsky, kanadai (1925)
- Markantun de Dominis, horvát (1560–1624)
- Simon Donaldson, angol (1957)
- Théophile de Donder, belga (1872–1957)
- Jean-Jacques d’Ortous de Mairan, francia (1678–1771)
- Christian Doppler, osztrák (1803–1854)
- Adrien Douady, francia (1935–2006)
- Jesse Douglas, amerikai (1897–1965)
- Volodimir Gersonovics Drinfeld, ukrán (1954)
- Jean-Marie Duhamel, francia (1797–1872)
- Charles Dupin, francia (1784–1873)
- Albrecht Dürer, német (1471–1528)
- Walther von Dyck, német (1856–1934)
- Freeman John Dyson, angol (1923)
- Dzsajadeva, indiai (9. század)

## E
- José Echegaray y Eizaguirre, spanyol (1832–1916)
- Charles Ehresmann, francia (1905–1979)
- Samuel Eilenberg, lengyel (1913–1998)
- Albert Einstein, német (1879–1955)
- Ferdinand Eisenstein, német (1823–1852)
- Noam Elkies, amerikai (1966–)
- George Ellis, dél-afrikai (1939)
- William Emerson, angol (1701–1782)
- Eratoszthenész, ókori görög (kb. Kr. e. 276–195)
- Erdélyi Artúr, magyar-brit (1908–1977)
- Agner Krarup Erlang, dán (1878–1929)
- Georg Adolf Erman, német (1806–1877)
- Ernest Esclangon, francia (1876–1954)
- Andreas von Ettingshausen, osztrák (1796–1878)
- Knidoszi Eudoxosz, ókori görög (Kr. e. 410/408–355/347)
- Eukleidész, ókori görög (kb. Kr. e. 365–275)
- Leonhard Euler, svájci (1707–1783)
- Eutokiosz, bizánci görög (kb. 480–540)
- Max Euwe, holland (1901–1981)

## F
- Vance Faber, amerikai (1944)
- Honoré Fabri, francia (1607–1688)
- Johann Ernst Fabri, német (1755–1825)
- Jean-Charles de la Faille, flamand (1597–1652)
- Sergio Fajardo, kolumbiai (1956)
- Etta Zuber Falconer, amerikai (1933–2002)
- Johannes Fallati német (1809–1855)
- Gerd Faltings, német (1954)
- Robert Fano, olasz-amerikai (1917–2016)
- Jeremiah Farrell, amerikai (1937)
- Nicolas Fatio de Duillier, svájci (1664–1753)
- Pierre Fatou, francia (1878–1929)
- Ralph Faudree, amerikai (1939)
- Jean Favard, francia (1902–1965)
- Ibrahim al-Fazari, arab (8. század)
- Muhammad al-Fazari, arab (?–796/806)
- Charles Fefferman, amerikai (1949)
- Walter Feit, amerikai (1930–2004)
- William Feller, horvát-amerikai (1906–1970)
- Pierre de Fermat, francia (1601/1610–1665)
- Lodovico Ferrari, olasz (1522–1565)
- Thomas Fincke, dán (1561–1656)
- Henry Burchard Fine, amerikai (1858-1928)
- Oronce Finé, francia (1494–1555)
- David John Finney, brit (1917)
- Lucius Tarutius Firmanus, római (i. e. 1. század)
- Ronald Fisher, angol (1890–1962)
- Irmgard Flügge-Lotz, német (1903–1974)
- Fodor László, szlovák (1855–1924)
- Joseph Fourier, francia (1768–1830)
- Adolf Abraham Halevi Fraenkel, német-izraeli (1891–1965)
- Maurice René Fréchet, francia (1878–1973)
- Ivar Fredholm, svéd (1866–1927)
- Michael Freedman, amerikai (1951)
- Gottlob Frege, német (1848–1925)
- Jean Frédéric Frenet, francia (1816–1900)
- Bernard Frénicle de Bessy, francia (?–1674)
- Hans Freudenthal, német-holland (1905–1990)
- David Friesenhausen, német (1750–1828)
- Johannes Acronius Frisius, flamand (1520–1564)
- Ferdinand Georg Frobenius, német (1849–1917)
- Otto Frostman, svéd (1907-1977)
- Lazarus Immanuel Fuchs, német (1833–1902)
- Bent Fuglede, dán (1925)
- Hillél Fürstenberg, izraeli (1935)

## G
- Évariste Galois, francia (1811–1832)
- Richard Garfield, amerikai (1966–)
- René Eugène Gateaux, francia (1889–1914)
- Carl Friedrich Gauss, német (1777–1855)
- Hilda Geiringer von Mises, osztrák (1893–1973)
- Izrail Mojszejevics Gelfand, ukrán-amerikai (1913–2009)
- Geminosz, ókori görög (Kr. e. 1. század)
- Gerhard Gentzen, német (1909–1945)
- Nicholas Georgescu-Roegen, román-amerikai (1906–1994)
- Joseph Diaz Gergonne, francia (1771–1859)
- Sophie Germain, francia (1776–1831)
- Camille-Christophe Gerono, francia (1799–1891)
- Marin Getaldić, horvát (1568–1626)
- Ion Ghica, román (1816–1897)
- Étienne Ghys, francia (1954)
- Albert Girard, francia (1595–1632)
- Johannes von Gmunden, osztrák (1380/1384–1442)
- Kurt Gödel, osztrák (1906–1978)
- Roger Godement, francia (1921–2016)
- Israel Gohberg, moldáv-izraeli (1928–2009)
- Marcel J. E. Golay, svájci (1902–1989)
- Christian Goldbach, német (1690–1764)
- Solomon Golomb, amerikai (1932)
- William Sealey Gosset, angol (1876–1937)
- Édouard Goursat, francia (1858–1936)
- Timothy Gowers, angol (1963)
- Jørgen Pedersen Gram, dán (1850–1916)
- Hermann Günther Grassmann, német (1809–1877)
- Ben Green, brit (1977–)
- George Boole angol (1815. november 2.-1864. december 8.)
- George Green, német (1793–1841)
- James Gregory, skót (1638–1675)
- Sheila Greibach amerikai (1939–)
- Wolfgang Gröbner, osztrák (1899–1980)
- Alexander Grothendieck, francia (1928)
- Johann August Grunert, német (1797–1872)
- Jean-Paul de Gua de Malves, francia (1712–1786)
- Christoph Gudermann, német (1798–1851)
- Cato Maximilian Guldberg, norvég (1836–1902)
- Paul Guldin, osztrák (1577–1643)
- Emil Julius Gumbel, német (1891–1966)
- Edmund Gunter, brit (1581–1626)
- Guo Shoujing, kínai (1231–1316)
- Francis Guthrie, dél-afrikai (1831–1899)
- Feza Gürsey, török-amerikai (1921–1992)

## H
- Wander Johannes de Haas, holland (1878–1960)
- Jean Nicolas Pierre Hachette, francia (1769–1834)
- Leonid Hacsiján, örmény (1952–2005)
- Jacques Hadamard, francia (1865–1963)
- John Hadley, angol (1682–1744)
- Hans Hahn, osztrák (1879–1934)
- Martin Hairer osztrák (1975)
- Omar Hajjám, perzsa (1048–1131)
- Ibn al-Hajtham, arab (965–1039)
- Tadeáš Hájek z Hájku, cseh (1525–1600)
- Edmond Halley, angol (1656–1742)
- Georges Henri Halphen, francia (1844–1889)
- George Bruce Halsted, amerikai (1853–1922)
- William Rowan Hamilton, ír (1805–1865)
- Richard Hamming, amerikai (1915–1998)
- Peter Andreas Hansen, dán (1795–1874)
- Godfrey Harold Hardy, angol (1877–1947)
- Hariscsandra, indiai (1923–1983)
- Carl Gustav Axel Harnack, német (1851–1888)
- Thomas Harriot, angol (1560–1621)
- Helmut Hasse, német (1898–1979)
- Felix Hausdorff, német (1869–1942)
- al-Hazini, arab (12. század)
- Oliver Heaviside, angol (1850–1925)
- Thomas Heath, angol (1861–1940)
- Eduard Heine, német (1821–1881)
- Hémacsandra, indiai (1089–1172)
- Leon Henkin, amerikai (1921–2006)
- Kurt Hensel, német (1861–1941)
- Jacques Herbrand, francia (1908–1931)
- Charles Hermite, francia (1822–1901)
- Hérón, ókori görög (kb. 10–70)
- Caroline Herschel, német-angol (1750–1848)
- John Herschel, brit (1792–1871)
- Pierre Hérigone, francia (kb. 1570–1643)
- Arend Heyting, holland (1898–1980)
- David Hilbert, német (1862–1943)
- George William Hill, amerikai (1838–1914)
- Carl Hindenburg, német (1741–1808)
- Hipparkhosz, ókori görög (kb. Kr. e. 190–120)
- Hippodamosz, ókori görög (Kr. e. 498–408)
- Hippokratész, ókori görög (kb. Kr. e. 470–410)
- Hironaka Heiszuke, japán (1931)
- Augustin Hirschvogel, német (1503–1553)
- Vaclav Hlavaty, cseh (1894–1969)
- Józef Hoene-Wroński, lengyel (1776–1853)
- Otto Hölder, német (1859–1937)
- Bernt Michael Holmboe, norvég (1795–1850)
- Eberhard Frederich Ferdinand Hopf, osztrák (1902–1983)
- Heinz Hopf, német-svájci (1894–1971)
- Fred Hoyle, angol (1915–2001)
- Guillaume l’Hôpital, francia (1661–1704)
- Lars Hörmander, svéd (1931)
- Hua Luogeng, kínai (1910–1985)
- Johann Hudde, flamand (1628–1704)
- David A. Huffman, amerikai (1925–1999)
- Simon Antoine Jean L’Huilier, svájci (1750–1840)
- Hüpatia, ókori görög (350/370–415)
- Hüpsziklész, ókori görög (kb. Kr. e. 190–120)
- Witold Hurewicz, lengyel (1904–1956)
- Adolf Hurwitz, német (1859–1919)
- Edmund Husserl, osztrák-német (1859–1938)
- Christiaan Huygens, flamand (1629–1695)
- Hvárizmi, perzsa (780–850)

## I
- Marcin Bylica z Ilkusza, lengyel (1433–1493)
- Isikava Kaoru, japán (1915–1989)
- Itó Kijosi, japán (1915–2008)
- Ivaszava Kenkicsi, japán (1917–1998)
- James Ivory, skót (1765–1842)

## J
- Carl Gustav Jacob Jacobi, német (1804–1851)
- Nathan Jacobson, lengyel-amerikai (1910–1999)
- Jahmesz, egyiptomi (Kr. e. 17. század)
- Zygmunt Janiszewski, lengyel (1888–1920)
- Jaszuaki Aida, japán (1747–1817)
- Johan Jensen, dán (1859–1925)
- Vaughan Frederick Randal Jones, új-zélandi (1952)
- William Jones, walesi (1675–1749)
- Camille Jordan, francia (1838–1922)
- Gaston Julia, francia (1893–1978)
- Ibn Junusz, arab (kb. 950–1009)
- Ahmed ibn Juszuf, arab (835–912)

## K
- Mark Kac, lengyel-amerikai (1914–1984)
- Tadeusz Kaczorek, lengyel
- Theodore Kaczynski, amerikai
- Jean-Pierre Kahane, francia (1926)
- Erich Kähler, német (1905–2000)
- Kakutani Sizuo, japán (1911–2004)
- al-Kalaszádi, arab (1412–1486)
- Kallipposz, ókori görög (kb. Kr. e. 370–300)
- Theodor Kaluza, lengyel-német (1885–1954)
- Abu Kámil, arab (kb. 850–930)
- Egbert Rudolf van Kampen, belga-amerikai (1908–1942)
- Kanada Jaszumasza, japán (1949)
- Dattaraya Ramchandra Kaprekar, indiai (1905–1986)
- al-Karadzsi, perzsa (kb. 953–1029)
- Jovan Karamata, szerb (1903–1967)
- David Kasdan, izraeli (1947)
- Dzsamsíd al-Kási, perzsa (1380–1429)
- Abraham Gotthelf Kästner, német (1719–1800)
- Miroslav Katětov, cseh (1918–1995)
- Msztyiszlav Vszevolodovics Keldis,
- Joseph B. Keller, amerikai
- Frank Kelly, angol (1950)
- Alfred Bray Kempe, angol (1849–1922)
- David George Kendall, angol (1918–2007)
- Johannes Kepler, német (1571–1630)
- Roy Patrick Kerr, új-zélandi (1934)
- al-Kindi, arab (kb. 801–873)
- John Kingman, angol (1939)
- Leslie Kish, amerikai
- Stephen Cole Kleene, amerikai (1909–1994)
- Felix Christian Klein, német (1849–1925)
- Oskar Klein, svéd (1894–1977)
- Daniel Kleitman, amerikai (1934)
- Konrad Knopp,
- Donald Knuth, amerikai (1938)
- Ko Csao, kínai (1910–2002)
- Helge von Koch, svéd (1870–1924)
- Kodaira Kunihiko, japán (1915–1997)
- Edward Kofler, lengyel-svájci (1911–2007)
- Kopernikusz, lengyel (1473–1543)
- Diederik Johannes Korteweg, holland (1848–1941)
- Maurice Kraitchik, belga (1882–1957)
- Edna Kramer, amerikai
- Christian Kramp, francia (1760–1826)
- Mihajlo Pilipovics Kravcsuk, ukrán (1892–1942)
- Marko Grigorovics Krein, ukrán (1907–1989)
- Cecilia Krieger, kanadai (1894–1974)
- Leopold Kronecker, német (1823–1891)
- Wolfgang Krull, német (1899–1971)
- Ktészibiosz, ókori görög (Kr. e. 285–222)
- Ku Csao-hao, kínai (1926)
- al-Kuhi, perzsa (kb. 940–1000)
- Ernst Eduard Kummer, német (1810–1893)
- Kazimierz Kuratowski, lengyel (1896–1980)
- Szábit ibn Kurra, arab (836–901)
- Ali Kuşçu, török (1403–1474)
- Martin Wilhelm Kutta, német (1867–1944)

## L
- Kúsjár ibn Labbán, perzsa (971–1029)
- Sylvestre-François Lacroix, francia (1765–1843)
- Laurent Lafforgue, francia (1966)
- Joseph Louis Lagrange, francia (1736–1813)
- Edmond Laguerre, francia (1834–1886)
- Ivo Lah, szlovén (1896–1979)
- Philippe de La Hire, francia (1640–1718)
- Lalla, indiai (kb. 720–790)
- Johann Heinrich Lambert, svájci-német (1728–1777)
- Gabriel Lamé, francia (1795–1870)
- Edmund Landau, német (1877–1938)
- Robert Langlands, kanadai (1936)
- Pierre-Simon de Laplace, francia (1749–1827)
- Joseph Larmor, ír (1857–1942)
- Estienne de La Roche, francia (1470–1530)
- Emanuel Lasker, német (1868–1941)
- Georg Joachim von Lauchen Rheticus, osztrák (1514–1574)
- Pierre Alphonse Laurent, francia (1813–1854)
- Charles-Jean de La Vallée Poussin, belga (1866–1962)
- Gaspar Lax, spanyol (1487–1560)
- Henri Léon Lebesgue, francia (1875–1941)
- Émile Lemoine, francia (1840–1912)
- Solomon Lefschetz, orosz-amerikai (1884–1972)
- Jean-François Le Gall, francia (1959)
- Adrien-Marie Legendre, francia (1752–1833)
- Derrick Henry Lehmer, amerikai (1905–1991)
- Gottfried Wilhelm Leibniz, német (1646–1716)
- John Lennard-Jones, angol (1894–1954)
- Arjen Lenstra, holland (1956)
- Hendrik Lenstra, holland (1949)
- Nicole-Reine Lepaute, francia (1723–1788)
- Jean Leray, francia (1906–1998)
- John Leslie, skót (1766–1832)
- Stanislaw Lesniewski, lengyel (1886–1939)
- Norman Levinson, amerikai (1912–1975)
- Paul Pierre Lévy, francia (1886–1971)
- Anders Johan Lexell, finn (1740–1784)
- André Lichnerowicz, francia (1915–1998)
- Georg Christoph Lichtenberg, német
- Sophus Lie, norvég (1842–1899)
- Ernst Leonard Lindelöf, finn (1870–1946)
- Ferdinand von Lindemann, német (1852–1939)
- Elon Lindenstrauss izraeli (1970)
- Anders Lindstedt, svéd (1854–1939)
- Jac van Lint, holland (1932–2004)
- Jacques-Louis Lions, francia (1928–2001)
- Pierre-Louis Lions, francia (1956)
- Joseph Liouville, francia (1809–1882)
- Rudolf Lipschitz, német (1832–1903)
- John Edensor Littlewood, angol (1885–1977)
- Liu Hui, kínai (3. század)
- Elias Loomis, amerikai
- Adam Lonicer, német
- Edward Lorenz, amerikai
- Ludvig Lorenz, dán (1829–1891)
- Alfred Löwy, német (1873–1935)
- Édouard Lucas, francia (1842–1891)
- Jan Łukasiewicz, lengyel (1878–1956)

## M
- Sheila Scott Macintyre, skót (1910–1960)
- Saunders MacLane, amerikai (1909)
- Colin Maclaurin, skót (1698–1746)
- Jessie MacWilliams, angol-amerikai (1917–1990)
- Szangamagrámi Mádhava, indiai (kb. 1350–1425)
- Menáhém Mágídór, izraeli (1946)
- Wilhelm Magnus, amerikai
- Gustave Malécot, francia (1911–1998)
- Bernard Malgrange, francia (1928)
- Étienne-Louis Malus, francia (1775–1812)
- Szolem Mandelbrojt, lengyel-francia (1899–1983)
- Benoît Mandelbrot, lengyel-francia-amerikai (1924–2010)
- Abu Naszr Manszúr, arab (970–1036)
- Giacomo Filippo Maraldi, olasz-francia (1665–1729)
- Solomon Marcus, román (1925)
- Edward Marczewski, lengyel (1907–1976)
- Mileva Marić, szerb (1875–1948)
- Ibn al-Banna al-Marrakusi, arab (1256–1321)
- Guillermo Martínez, argentin (1962)
- Juan Martínez Guijarro, spanyol (1477–1557)
- Per Martin-Löf, svéd (1942)
- al-Marvázi, perzsa (9. század)
- David Masser, brit (1948)
- Émile Mathieu, francia (1835–1890)
- Pierre Louis Moreau de Maupertuis, francia (1698–1759)
- James Clerk Maxwell, skót (1831–1879)
- Stanisław Mazur, lengyel (1905–1981)
- Stefan Mazurkiewicz, lengyel (1888–1945)
- Curtis T. McMullen, amerikai (1958)
- Hjalmar Mellin, finn (1854–1933)
- Júlio César de Melo e Sousa, brazil (1895–1974)
- Menaekhmosz, ókori görög (kb. Kr. e. 380–320)
- Menelaosz, ókori görög (kb. 70–140)
- Karl Menger, osztrák-amerikai (1902–1985)
- Charles Méray, francia (1835–1911)
- Nikolaus Mercator, német (kb. 1620–1687)
- James Mercer, angol (1883–1932)
- Szergej Mergelján, örmény (1928–2008)
- Marin Mersenne, francia (1588–1648)
- Franz Mertens, német (1840–1927)
- Adriaan Metius, flamand (1571–1635)
- Metón, ókori görög (Kr. e. 5. század)
- Nicholas Metropolis, amerikai (1915–1999)
- Jean-Baptiste Meusnier de la Place, francia (1754–1793)
- Paul-André Meyer, francia (1934–2003)
- Preda Mihăilescu, román (1955)
- John Milnor, amerikai (1931)
- Hermann Minkowski, német (1864–1909)
- Marjam Mirzáháni iráni (1977–2017)
- Richard von Mises, osztrák (1883–1953)
- Gösta Mittag-Leffler, svéd (1846–1927)
- August Ferdinand Möbius, német (1790–1868)
- Georg Mohr, dán (1640–1697)
- Grigore Moisil, román (1906–1973)
- Abraham de Moivre, francia (1667–1754)
- Carl Brandan Mollweide, német
- Gaspard Monge, francia (1746–1818)
- Paul Montel, francia (1876–1975)
- Jean-Étienne Montucla, francia (1725–1799)
- Mori Kambei, japán (17. század)
- Mori Sigefumi, japán (1951)
- Jean-Baptiste Morin de Villefranche, francia (1583–1656)
- Marston Morse, amerikai (1892–1977)
- David Mumford, angol-amerikai (1937)
- Johannes de Muris, francia (kb. 1290–1351/1355)
- Nikoloz Muszhelisvili, grúz (1891–1976)

## N
- John Napier, skót (1550–1617)
- John Forbes Nash, amerikai (1928)
- Michael Neander, német
- Abraham Nemeth (1918-2013) magyar származású zsidó amerikai
- Otto Eduard Neugebauer, osztrák-amerikai (1899–1990)
- Carl Gottfried Neumann, német
- Franz Ernst Neumann, német
- Rolf Nevanlinna, finn (1895–1980)
- Simon Newcomb, amerikai (1835–1909)
- Isaac Newton, angol (1643–1727)
- Ngô Bảo Châu, vietnami (1972)
- Joseph Nicolas Nicollet, francia (1786–1843)
- Jakob Nielsen, dán (1890–1959)
- Nikomakhosz Geraszénosz, ókori görög (kb. 60–120)
- Nikomédész, ókori görög (kb. Kr. e. 280–210)
- Louis Nirenberg, kanadai (1925)
- Ivan Niven, kanadai-amerikai (1915–1999)
- Emmy Noether, német (1882–1935)
- Max Noether, német
- Pedro Nunes, portugál (1502–1578)
- Kristen Nygaard, norvég (1926–2002)
- Harry Nyquist, svéd-amerikai (1889–1976)

## O
- Fritz Oberhettinger, amerikai
- Nikola Obreskov, bolgár (1896–1963)
- Maurice d’Ocagne, francia (1862–1938)
- Igor Vaszilovics Ogirko, ukrán (1952)
- Martin Ohm, német (1792–1872)
- Oinopidész, ókori görög (Kr. e. 5. század)
- Oka Kijosi, japán (1901–1978)
- Nicole Oresme, francia (1325–1382)
- Wladyslaw Orlicz, lengyel (1903–1990)
- William Oughtred, angol (1574–1660)
- Jacques Ozanam, francia (1640–1717/1718)

## P
- Henri Padé, francia (1863–1953)
- Paul Painlevé, francia (1863–1933)
- Pierre Pansu, francia (1959)
- Seymour Papert, dél-afrikai-amerikai (1928)
- Denis Papin, francia (1647–1712)
- Papposz, ókori görög (kb. 290–350)
- Antoine Parent, francia (1666–1716)
- Marc-Antoine Parseval, francia (1755–1836)
- Blaise Pascal, francia (1623–1662)
- Moritz Pasch, német (1843–1930)
- Egon Pearson, angol (1895–1980)
- Karl Pearson, angol (1857–1936)
- Benjamin Peirce, amerikai (1809–1880)
- Charles Sanders Peirce, amerikai (1839–1914)
- John Pell, angol (1610–1685)
- Jacques Pelletier du Mans, francia (1517–1582)
- Roger Penrose, angol (1931)
- Gilles Personne de Roberval, francia (1602–1675)
- Julius Petersen, dán (1839–1910)
- Mihailo Petrović, szerb (1868–1943)
- Johann Friedrich Pfaff, német
- Charles Émile Picard, francia (1856–1941)
- Sophie Piccard, orosz-svájci (1904–1990
- Georg Alexander Pick, osztrák (1859–1942)
- Charles Pisot, francia (1910–1984)
- Michel Plancherel, svájci (1885–1967)
- John Playfair, skót (1748–1819)
- Josip Plemelj, szlovén (1873–1967)
- Simon Plouffe, kanadai (1956)
- Julius Plücker, német (1801–1868)
- Marcin Poczobutt-Odlanicki, lengyel (1728–1810)
- Olekszij Vaszilovics Pogorelov, ukrán (1919–2002)
- Henri Poincaré, francia (1854–1912)
- Louis Poinsot, francia (1777–1859)
- Siméon Denis Poisson, francia (1781–1840)
- Pollaczek Félix, magyar-osztrák
- Alphonse de Polignac, francia (1817–1890)
- Polüainosz, ókori görög (kb. Kr. e. 340–285)
- Dimitrie D. Pompeiu, román (1873–1954)
- Jean-Victor Poncelet, francia (1788–1867)
- René de Possel, francia (1905–1974)
- Emil Post, lengyel-amerikai (1897–1954)
- Victor Alexandre Puiseux, francia (1820–1883)
- Georg von Purbach, osztrák (1423–1461)
- Klaudiosz Ptolemaiosz, ókori görög (kb. 90–168)
- Püthagorasz, ókori görög (kb. Kr. e. 570–495)

## Q
- Adolphe Quételet, belga (1796–1874)
- Qin Jiushao, kínai (kb. 1202–1261)
- Daniel Quillen, amerikai (1940)
- Willard van Orman Quine, amerikai (1908–2000)

## R
- Joseph Ludwig Raabe, svájci (1801–1859)
- Giulio Racah(wd), olasz-izraeli (1909–1965)
- Richard Rado, angol (1906–1989)
- Johann Radon, cseh-osztrák (1887–1956)
- Srínivásza Rámánudzsan, indiai (1887–1920)
- Frank Plumpton Ramsey, angol (1903–1930)
- C. R. Rao, indiai (1920)
- Diego Lucio Rapoport, amerikai
- Joseph Raphson, brit
- Ernst Rebeur-Paschwitz, német
- Robert Recorde, walesi (1510 körül – 1558)
- Regiomontanus (Johannes Müller), német (1436–1476)
- Kurt Reidemeister, német (1893–1971)
- Marian Rejewski, lengyel (1905–1980)
- Georges de Rham, svájci (1903–1990)
- Georg Joachim Rheticus, osztrák (1514–1574)
- Jules Richard, francia (1862–1956)
- Lewis Fry Richardson, angol (1881–1953)
- Hermanus Johannes Joseph te Riele, holland
- Bernhard Riemann, német (1826–1866)
- Adam Riese, német (1489–1559)
- Hans Riesel, svéd (1929)
- Élijáhu Ripsz, lett-izraeli (1948)
- David Rittenhouse, amerikai
- Walter Ritz, svájci (1878–1909)
- Abraham Robinson, német-amerikai (1918–1974)
- Julia Robinson, amerikai (1919–1985)
- Gustav Roch, német (1839–1866)
- Édouard Albert Roche, francia (1820–1883)
- Olinde Rodrigues, francia (1794–1851)
- Xavier Rovira Rojas,
- Michel Rolle, francia (1652–1719)
- Adriaan van Roomen, flamand (1561–1615)
- Gian-Carlo Rota, olasz-amerikai (1932–1999)
- Klaus Roth, német-amerikai (1925)
- W. W. Rouse Ball, angol (1850–1925)
- Edward John Routh, kanadai-angol (1831–1907)
- Jerzy Różycki, lengyel (1909–1942)
- Christoff Rudolff, német (1500–1545)
- David Ruelle, belga (1935)
- Paolo Ruffini, olasz (1765–1822)
- Carl Runge, német (1856–1927)
- Bertrand Russell, walesi (1872–1970)

## S
- Manuel Sadosky, argentin (1914–2005)
- André Sainte-Laguë, francia (1882–1950)
- Grégoire de Saint-Vincent, vallon (1584–1667)
- Stanisław Saks, lengyel (1897–1942)
- Raphaël Salem, görög-francia (1898–1963)
- George Salmon, ír (1819–1894)
- Pierre Samuel, francia (1921–2009)
- Francisco Sanches. portugál (1550–1622)
- Luis Santaló, spanyol-argentin (1911–2001)
- Mohammad Sarif, afgán (1957)
- Peter Sarnak, dél-afrikai (1953)
- Pierre Frédéric Sarrus, francia (1798–1861)
- Marcus du Sautoy, brit (1965–)
- Hermann Schäffer, német (1824–1900)
- Juliusz Schauder, lengyel (1899–1943)
- Wilhelm Schickard, német (1592–1635)
- Ludwig Schläfli, svájci (1814–1895)
- Arthur Moritz Schönflies, német (1853–1928)
- Frans van Schooten, flamand (1615–1660)
- Oded Schramm, izraeli-amerikai (1961–2008)
- Issai Schur, német-izraeli (1875–1941)
- Hermann Amandus Schwarz, német (1843–1921)
- Laurent Schwartz, francia (1915–2002)
- Michael Scot, skót (1175–1232)
- Atle Selberg, norvég-amerikai (1917–2007)
- Reinhard Selten, német (1930–2016)
- Jean-Pierre Serre, francia (1926)
- Joseph Alfred Serret, francia (1819–1885)
- Claude Shannon, amerikai (1916–2001)
- Peter Shor, amerikai (1959)
- Wacław Sierpiński, lengyel (1882–1969)
- Bernard Silverman, angol (1952)
- Thomas Simpson, angol (1710–1761)
- Robert Simson, skót (1687–1768)
- Simura Goró, japán (1930–2019)
- Anania Sirakaci, örmény (610–685)
- Willem de Sitter, holland (1872–1934)
- Thoralf Skolem, norvég (1887–1963)
- Stephen Smale, amerikai (1930)
- Jan Śniadecki, lengyel (1756–1830)
- Henry John Stephen Smith, angol (1826–1883)
- Raymond Smullyan, amerikai (1919–2017)
- Willebrord van Roijen Snell, flamand (1580–1626)
- Nilakantha Somayaji, indiai (1444–1544)
- Mary Fairfax Somerville, skót (1780–1872)
- Robert Sorgenfrey, amerikai (1915–1996)
- Jean-Marie Souriau, francia (1922–2012)
- John Speidell, angol (16. század vége – 17. század eleje)
- Emanuel Sperner, német (1905–1980)
- Jerzy Spława-Neyman, lengyel-amerikai (1894–1981)
- William Spottiswoode, angol (1825–1883)
- S. R. Srinivasa Varadhan, indiai-amerikai (1940)
- Paul Stäckel, német (1862–1919)
- Johannes Stadius, flamand (1527–1579)
- Richard P. Stanley, amerikai (1944–)
- Karl Georg Christian von Staudt, német (1798–1867)
- Josef Stefan, szlovén-osztrák (1835–1893)
- Jakob Steiner, svájci (1796–1863)
- Hugo Steinhaus, lengyel (1887–1972)
- Simon Stevin, flamand (1548/1549–1620)
- Georg Stiernhielm, svéd (1598-1672)
- Matthew Stewart, skót (1717–1785)
- Thomas Joannes Stieltjes, holland (1856–1894)
- Michael Stifel, német (1486–1567)
- Doug Stinson, kanadai (1956)
- James Stirling, skót (1692–1770)
- George Gabriel Stokes, ír (1819–1903)
- Otto Stolz, osztrák (1842–1905)
- Carl Störmer, norvég (1874–1957)
- Daniel Stroock, amerikai (1940)
- Dirk Jan Struik, holland (1894–2000)
- Jacques Charles François Sturm, francia (1803–1855)
- Mathukumalli V. Subbarao, indiai (1921–2006)
- Dennis Sullivan, amerikai (1941)
- Karl Sundman, finn (1873–1949)
- Richard Swineshead brit (14. század)
- Peter Swinnerton-Dyer, angol (1927–2018)
- Peter Ludwig Mejdell Sylow, norvég (1832–1918)
- James Sylvester, angol (1814–1897)
- John Lighton Synge, ír (1897–1995)
- Szaharón Selah, izraeli (1945)
- Ibn Szahl, arab (kb. 940–1000)
- Szato Mikio, japán (1928)
- Szeki Kóva, japán (1642–1708)
- Rádhánáth Szikdár, indiai (1813–1870)
- Ibrahim ibn Szinan, arab (908–946)
- Szun-ce, kínai (3–4. század)
- Szun Cse-hung, kínai (1965)
- Szun Cse-vej, kínai (1965)

## T
- André Tacquet, flamand (1612–1660)
- Peter Guthrie Tait, skót (1831–1901)
- Takagi Teidzsi, japán (1875–1960)
- Takebe Katahiro, japán (1664–1739)
- David Orme Tall brit (1941)
- Tanijama Jutaka, japán (1927–1958)
- Terence Tao, ausztrál (1975)
- Jakúb ibn Tárik, perzsa (8. század)
- Gaston Tarry, francia (1843–1913)
- Alfred Tarski, lengyel (1902–1983)
- Niccolò Tartaglia, olasz (1499–1557)
- John Tate, amerikai (1925–2019)
- Olry Terquem, francia (1782–1862)
- Olof Thorin, svéd (1912–2004)
- Oswald Teichmüller, német (1913–1943)
- Thalész, ókori görög (kb. Kr. e. 624–546)
- Theaitétosz, ókori görög (kb. Kr. e. 417–369)
- Theodórosz, ókori görög (Kr. e. 5. század)
- Theón, ókori görög (kb. 70–135)
- Theón, ókori görög (kb. 335–405)
- Thorvald Nicolai Thiele, dán (1838–1910)
- René Thom, francia (1923–2002)
- D’Arcy Wentworth Thompson, skót (1860–1948)
- John G. Thompson, amerikai (1932)
- William Thomson (Lord Kelvin), skót (1824–1907)
- Axel Thue, norvég (1863–1922)
- William Thurston, amerikai (1946–2012)
- Ulrike Tillmann, német (1962)
- Jacques Tits, francia (1930)
- Leonardo Torres Quevedo, spanyol (1852–1936)
- Ehrenfried Walther von Tschirnhaus, német (1651–1708)
- Abu Bakr ibn Tufajl, arab (12. s. eleje – 1185)
- Alan Turing, angol (1912–1954)
- Abd el-Hamid ibn Turk, arab (9. század)
- Nászir ad-Dín at-Túszi, perzsa (1201–1274)
- Saraf ad-Dín at-Túszi, perzsa (1135–1213)

## U
- Abu’l-Haszan al-Uklidiszi, arab (10. század)
- Stanisław Marcin Ulam, lengyel-amerikai (1909–1984)
- Ulugbek, perzsa (1394–1449)
- Christian Urstis, német (1544–1588)

## V
- Abu’l-Vafa, perzsa (940–998)
- Alexandre-Théophile Vandermonde, francia (1735–1796)
- Varáha Mihira, indiai (505–587)
- Pierre Varignon, francia (1654–1722)
- Jurij Vega, szlovén (1754–1802)
- Ilia Vekua, grúz (1907–1977)
- Pierre François Verhulst, belga (1804–1849)
- Pierre Vernier, francia (1580–1637)
- Urbain Le Verrier, francia (1811–1877)
- Ernest Vessiot, francia (1865–1952)
- Ivan Vidav, szlovén (1918–2015)
- François Viète, francia (1540–1603)
- Cédric Villani francia (1973)
- Leopold Vietoris, osztrák (1891–2002)
- Vernor Vinge, amerikai (1944–)

## W
- Bartel Leendert van der Waerden, holland (1903–1996)
- John Wallis, angol (1616–1703)
- René François Walther de Sluze, vallon (1622–1685)
- Wang Hao, kínai (1921–1995)
- Pierre-Laurent Wantzel, francia (1814–1848)
- Edward Waring, angol (1736–1798)
- Tadeusz Wazewski, lengyel (1896–1972)
- Warren Weaver, amerikai (1894–1978)
- Heinrich Weber, német (1842–1913)
- Joseph Wedderburn, skót (1882–1948)
- Karl Weierstrass, német (1815–1897)
- André Weil, francia (1906–1998)
- Wendelin Werner, francia (1968)
- Hermann Klaus Hugo Weyl, német-amerikai (1885–1955)
- Caspar Wessel, norvég-dán (1745–1818)
- Johannes Werner, német (1468–1528)
- Alfred North Whitehead, brit (1861–1947)
- Hassler Whitney, amerikai (1907–1989)
- Peter Whittle, új-zélandi (1927)
- Johannes Widman, német (1460 – 1498 után)
- Arthur Wieferich, német (1884–1954)
- Norbert Wiener, amerikai (1894–1964)
- John Wilson, angol (1741–1793)
- Andrew Wiles, angol (1953)
- Herbert Wilf, amerikai (1931–2012)
- James H. Wilkinson, angol (1919–1986)
- Volkert Simon Maarten van der Willigen, holland (1822–1878)
- Wilhelm Wirtinger, osztrák (1865–1945)
- Edward Witten, amerikai (1951)
- Johann Rudolf Wolf, svájci (1816–1893)
- Stephen Wolfram, brit (1959–)
- Paul Wolfskehl, német (1856–1906)
- Joseph Wolstenholme, angol (1829–1891)
- Christopher Wren, angol (1632–1723)
- Josef Wronski, lengyel (1778–1853)

## X
- Xenokratész, ókori görög (Kr. e. 396/395–314/313)
- Xu Guangqi, kínai (1562–1633)

## Y
- Yang Hui, kínai (kb. 1238–1298)
- Shing-Tung Yau, kínai-amerikai (1949)
- Yi Xing, kínai (683–727)
- Jean-Christophe Yoccoz, francia (1957–2016)
- Grace Chisholm Young, angol (1868–1944)

## Z
- Lotfi A. Zadeh, azeri-amerikai (1921–2017)
- Pedro Elias Zadunaisky, argentin (1917–2009)
- Eliasz ben Salomon Zalman, lengyel (1720–1797)
- Kazimierz Zarankiewicz, lengyel (1902–1959)
- Stanislaw Zaremba, lengyel (1863–1942)
- Abu Iszhák Ibráhím ibn Jahja az-Zarkáli, arab (1029–1087)
- Hans Julius Zassenhaus, német (1912–1991)
- Edouard Zeckendorf, belga (1901–1983)
- Doron Zeilberger, izraeli-amerikai (1950)
- Zénón, ókori görög (kb. Kr. e. 490–430)
- Ernst Friedrich Ferdinand Zermelo, német (1871–1953)
- Zhu Shijie, kínai (13–14. század)
- Günter M. Ziegler, német (1963)
- Olgierd Zienkiewicz, lengyel (1921–2009)
- Kazimierz Żórawski, lengyel (1866–1953)
- Max Zorn, német (1906–1993)
- Karl Zsigmondy, osztrák (1867–1925)
- Zu Gengzhi, kínai (450–520)
- Herbert Samuel Zuckerman (1912–1970)
- Henryk Zygalski, lengyel (1908–1978)
- Antoni Zygmund, lengyel (1900–1992)